# 室津パーキングエリア
室津パーキングエリア（むろづパーキングエリア）は、兵庫県淡路市室津にある神戸淡路鳴門自動車道のパーキングエリア (PA)。

## 概要
高台に位置し、瀬戸内海が一望できる風光明媚な環境にあり、休憩するドライバーが多い。また、京阪神と四国各地（主に大阪 - 高松系統）を結ぶ高速バスはここで途中休憩するものが多い。
2004年10月、台風23号で発生した土石流によってこのPAは壊滅的なダメージを受け、一時閉鎖を余儀なくされた。
かつてはトイレのみの無人エリアだったが、上下線とも、2008年12月12日にファミリーマートが開業した。本州四国連絡高速道路の管理路線では、初のコンビニエンスストアである。コンビニ開業に伴い、それまであった自動販売機は撤去された。

## お土産
金のしずくなど四国の銘菓や、淡路島ミルクキャラメルフィナンシェなど淡路島の銘菓が販売されている。

## 施設

### 上り線（神戸・大阪方面）
- 駐車場
  - 大型 - 58台
  - 小型 - 40台
  - トレーラー - 2台
  - 車椅子用駐車場 - 1台
- トイレ
  - 男 - 大4、小13
  - 女 - 18
  - 車椅子用 - 1
- コンビニエンスストア（ファミリーマート 24時間営業）
  - キャッシュコーナー（イーネット・三井住友銀行管理）

### 下り線（鳴門・徳島方面）
- 駐車場
  - 大型 - 58台
  - 小型 - 40台
  - トレーラー - 2台
  - 車椅子用駐車場 - 1台
- トイレ
  - 男 - 大4、小13
  - 女 - 18
  - 車椅子用 - 1

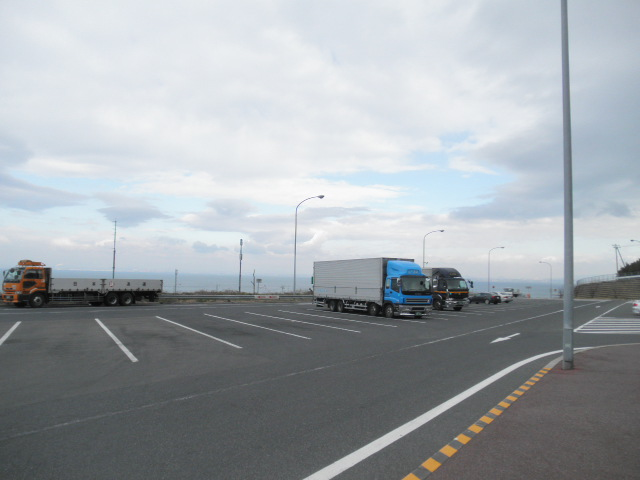
下り線 駐車場

- コンビニエンスストア（ファミリーマート 24時間営業）
  - キャッシュコーナー（イーネット・三井住友銀行管理）

## 隣
E28 神戸淡路鳴門自動車道
(6)北淡IC/BS - 室津PA - 遠田BS - (7)津名一宮IC/BS